# Rockville Bridge
De Rockville Bridge is een brug in de Amerikaanse staat Pennsylvania. Het is de langste stenen spoorbrug ter wereld. De brug is gebouwd tussen 1900 en 1902 door de Pennsylvania Railroad. De brug heeft achtenveertig bogen en heeft een totale lengte van 1.164 meter.
De brug overspant de Susquehanna ongeveer 8 kilometer ten noorden van Harrisburg, de hoofdstad van Pennsylvania. Aan de oostzijde ligt Rockville en aan de westzijde ligt Marysville.
De eerste spoorbrug van hout op deze plaats werd geopend op 1 september 1849 en had één treinspoor. In 1877 werd de houten brug vervangen door een ijzeren brug met twee sporen. Vanaf 1888 verving de Pennsylvania Railroad de bruggen op haar spoorwegnet door stenen bruggen, zo ook de Rockville Bridge. De huidige brug werd gebouwd door Italiaanse arbeiders, die werkten voor twee aannemers (Drake & Stratton), één aan de oostzijde van de Susquehanna en één aan de westzijde. Over deze brug werden vier treinsporen aangelegd. De brug werd in 1975 geplaatst in het National Register of Historic Places. De brug wordt tegenwoordig gebruikt door de Norfolk Southern Railway en Amtrak.